# Juho Kuosmanen
Juho Kuosmanen, född 30 september 1979 i Karleby, är en finländsk filmregissör och manusförfattare. Han examinerades från Aalto-universitetets högskola för konst, design och arkitektur 2014. Hans examensarbete Tavelförsäljarna vann första pris på Cinéfondation i Filmfestivalen i Cannes 2010.
Juho Kuosmanen medverkade som skådespelare i filmerna Karleby och Nya Karleby i Leea Klemolas arktiska trilogi, båda med regissörerna Sakari Oramo och Santtu-Matias Rouvali.
Filmen Den lyckligaste dagen i Olli Mäkis liv fick pris vid Filmfestivalen i Cannes 2016. Filmen vann också det stora priset på Saint-Jean-de-Luz International Film Festival.
Kupé nr. 6, en film baserad på Rosa Liksoms bok Kupé nr 6, hade premiär 2021. Den fick Grand Prix-priset på Filmfestivalen i Cannes 2021, den andra finländska filmen  som fått priset.

## Filmer
- Den lyckligaste dagen i Olli Mäkis liv (2016)
- Kupé nr 6 (2021)